# Agrobiznes
Agrobiznes (również agrobusiness) – działania człowieka mające na celu wytwarzanie finalnych produktów żywnościowych, począwszy od pozyskania surowców pierwotnych, a na gotowej żywności na stole konsumenta skończywszy.

## Zakres agrobiznesu
Agrobiznes obejmuje:
- przemysł wytwarzający środki produkcji dla rolnictwa i przemysłu spożywczego,
- rolnictwo, pojmowane jako wytwórczość surowców żywnościowych i gotowej żywności,
- skup surowców rolnych, ich przechowywanie i transport,
- rybołówstwo i leśnictwo,
- przemysł spożywczy,
- hurtowy i detaliczny handel żywnością,
- usługi związane z funkcjonowaniem tych zagadnień,
- agroturystyka.

## Marketing w agrobiznesie
Zadaniem dystrybutorów, usługodawców i agentów jest ułatwienie dostępności do towarów na rynkach docelowych. Pośrednicy prowadzą następujące działania:
- zbieranie informacji niezbędnych do planowania i ułatwiania wymiany rynkowej
- promowanie przez rozwój i rozpowszechnianie przekonywających wiadomości na temat produktów
- wyszukiwanie klientów i zapewnienie trwałych kontaktów z nimi
- dostosowanie podaży do wymagań nabywców, standaryzację produktów, pakowanie, magazynowanie itd.
- negocjowanie – skierowanie na ostateczne porozumienie się co do cen i warunków sprzedaży
- dystrybucję fizyczną towarów
- finansowanie – pokrywanie z własnych środków kosztów obrotu, przepływu towarów

### Podstawowi pośrednicy
- handlowcy (lub odsprzedawcy), zajmujący się zaopatrzeniem w środki produkcji (na szczeblu hurtu i detalu)
- handlowcy, prowadzący obrót żywnością (hurt i detal)
- pośrednicy zajmujący się skupem produktów rolnych
- pośrednicy, świadczący usługi ułatwiające, takie jak transport, pakowanie, przechowanie, magazynowanie, usługi bankowe, finansowe, ubezpieczeniowe, marketingowe.

Działania pośredników polegają na:
- zbieraniu informacji o klientach, niezbędnej do planowania i ułatwiania wymiany
- poszukiwaniu metod zapewniających trwałe kontakty z nabywcami
- dostosowaniu podaży do wymagań nabywców
- prowadzeniu negocjacji, skierowanych na ostateczne porozumienie się co do cen i warunków sprzedaży
- fizycznej dystrybucji towarów